# Obermarchtal
Obermarchtal là một thị xã nằm trong huyện Alb-Donau thuộc bang Baden-Württemberg, Đức. Đô thị này có diện tích 26,59 km², dân số thời điểm 31 tháng 12 năm 2020 là 1305 người.